# Владислав Олеарчик
Владислав Роберт Олеарчик (пол. Władysław Robert Olearczyk, нар. 8 червня 1898, Перемишль, Австро-Угорщина — пом. 21 лютого 1970, Цешин, Польща) — польський футболіст, захисник.

## Із біографії
Народився 8 червня 1898 у Перемишлі. За футбольну команду «Погонь» (Львів) виступав з 1921 по 1929 рік. Грав на позиції захисника. Чотири рази здобував титул чемпіона Польщі. В регіональних чемпіонатах та лізі провів по 35 ігор.
За національну збірну дебютував 23 вересня 1923. У Гельсінкі польські футболісти поступилися збірній Фінляндії (3:5). Через два роки провів останній, четвертий, матч за збірну Польщі. У Кракові сильнішими виявилися гості, збірна Угорщини (0:2). У цьому поєдинку брали участь дев'ять гравців львівської «Погоні» (Еміль Герліц, Владислав Олеарчик, Броніслав Фіхтель, Кароль Ганке, Юзеф Слонецький, Мечислав Бач, Вацлав Кухар, Юзеф Гарбень і Людвік Шабакевич) та два представники краківської «Вісли».
Помер 21 лютого 1970 року, на 72-му році життя, у місті Цешин.

## Досягнення
- Чемпіон Польщі (4): 1922, 1923, 1925, 1926

## Статистика
Статистика виступів у збірній Польщі:
| № | Дата            | Місто     | Господарі | Рахунок | Гості    | Голи                                                       |
| - | --------------- | --------- | --------- | ------- | -------- | ---------------------------------------------------------- |
| 1 | 23 вересня 1923 | Гельсінкі | Фінляндія | 5 : 3   | Польща   | Еклеф (2), Фальстрем (2), Лінна — Сталіньський (2), Мюллер |
| 2 | 25 вересня 1923 | Таллінн   | Естонія   | 1 : 4   | Польща   | Йолл — Ковальський (2), Бач, Сталіньський                  |
| 3 | 31 серпня 1924  | Будапешт  | Угорщина  | 4 : 0   | Польща   | Карасяк (а/г), Такач (2), Орт                              |
| 4 | 19 липня 1925   | Краків    | Польща    | 0 : 2   | Угорщина | Вінклер, Хольцбауер                                        |